# Ulolonche dilecta
Ulolonche dilecta là một loài bướm đêm trong họ Noctuidae.